# Corazón espinado
Corazón espinado è un singolo del gruppo musicale statunitense Santana, pubblicata il 13 giugno 2000 come quinto estratto dal diciottesimo album in studio Supernatural.
Il singolo ha visto la collaborazione vocale del gruppo musicale messicano Maná.

## Descrizione
La canzone è una melodia rock latina, genere di cui Carlos Santana è uno dei massimi esponenti. Essa è stata scritta e cantata da Fher Olvera, che la coprodusse anche assieme al rapper Alex González.

## Video musicale
Il videoclip mostra il cantante dei Maná Fernando Fher Olvera duettare con Carlos Santana, alternando delle scene in cui si vede la donna protagonista della canzone.

## Successo commerciale
Corazón espinado, uscita in tutto il mondo il 13 giugno 2000, è diventata immediatamente una hit, specialmente in Italia e Spagna, dove la canzone è entrata nelle top 20.

## Riconoscimenti
L'album Supernatural, nel quale è inserita la canzone, si è aggiudicata i premi album dell'anno e miglior interpretazione rock di un duo o gruppo all'edizione 2000 dei Latin Grammy Awards, serata durante la quale i Santana e Manà hanno inoltre eseguito la canzone dal vivo.

## Classifiche
| Classifica (2000) | Posizione massima |
| ----------------- | ----------------- |
| Belgio (Fiandre)  | 62                |
| Belgio (Vallonia) | 52                |
| Brasile           | 31                |
| Cile              | 7                 |
| Germania          | 64                |
| Italia            | 14                |
| Paesi Bassi       | 89                |
| Spagna            | 2                 |
| Svizzera          | 39                |

## Altri utilizzi
Nell'agosto del 2006, la vincitrice del talent show American Idol Mayré Martínez ha eseguito la canzone durante un suo concerto, esibizione diventata tra le più iconiche mai svolte della canzone.